# Жигмонд, Вилмош
Вилмош Жигмонд (венг. Zsigmond Vilmos; 16 июня 1930, Сегед — 1 января 2016, Биг-Сур) — венгерский и американский кинооператор.

## Биография
Родился в семье известного футболиста. Изучал киноискусство в Академии театра и кино в Будапеште. Получил степень магистра в области кинематографии. Работал в течение пяти лет оператором на киностудии.
Начинал в 1955 году в короткометражном кино. Вместе с Ласло Ковачем снимал события 1956 года в Будапеште. Бежал в Австрию, переехал в США, где дебютировал как кинооператор в 1963 году. В дальнейшем снял свыше 80 фильмов.

## Избранная фильмография
- 1963 — Садист / The Sadist (реж. Джеймс Лэндис)
- 1968 — Игра называется – убийство / The Name of the Game Is Kill (реж. Гуннар Хеллстрём)
- 1970 — Ужас кровавых монстров / Horror of the Blood Monsters (реж. Эл Адамсон)
- 1970 — Пять кровавых могил / Five Bloody Graves (реж. Эл Адамсон)
- 1971 — Маккейб и миссис Миллер / McCabe & Mrs. Miller (реж. Роберт Олтмен)
- 1971 — Рука напрокат / The Hired Hand (реж. Питер Фонда)
- 1972 — Кровь призрачного ужаса / Blood of Ghastly Horror (реж. Эл Адамсон)
- 1972 — Образы / Images (реж. Роберт Олтмен)
- 1972 — Избавление / Deliverance (реж. Джон Бурмен)
- 1973 — Долгое прощание / The Long Goodbye (реж. Роберт Олтмен)
- 1973 — Пугало / Scarecrow (реж. Джерри Шатцберг)
- 1973 — Увольнение до полуночи / Cinderella Liberty (реж. Марк Райделл)
- 1974 — Шугарлендский экспресс / The Sugarland Express (реж. Стивен Спилберг)
- 1976 — Сладкая месть / Sweet Revenge (реж. Джерри Шатцберг)
- 1976 — Наваждение / Obsession (реж. Брайан де Пальма)
- 1977 — Близкие контакты третьей степени / Close Encounters of the Third Kind (реж. Стивен Спилберг, премия «Оскар», номинация на премию BAFTA)
- 1978 — Охотник на оленей / The Deer Hunter (реж. Майкл Чимино, номинация на Оскар, премия BAFTA)
- 1979 — Роза / The Rose (реж. Марк Райделл)
- 1980 — Врата рая / Heaven’s Gate (реж. Майкл Чимино)
- 1981 — Прокол / Blow Out (реж. Брайан де Пальма)
- 1984 — Только большое чувство / No Small Affair (реж. Джерри Шацберг)
- 1984 — Река / The River (реж. Марк Райделл, номинация на Оскар)
- 1985 — Настоящий гений / Real Genius (реж. Марта Кулидж)
- 1987 — Иствикские ведьмы / The Witches of Eastwick (реж. Джордж Миллер)
- 1989 — Толстяк и Малыш / Fat Man and Little Boy (реж. Ролан Жоффе)
- 1990 — Два Джейка / The Two Jakes (реж. Джек Николсон)
- 1990 — Костёр тщеславия / The Bonfire of the Vanities (реж. Брайан де Пальма)
- 1992 — Сталин / Stalin (реж. Иван Пассер, «Эмми»)
- 1993 — Щепка / Sliver (реж. Филлип Нойс)
- 1994 — Мэверик / Maverick (реж. Ричард Доннер)
- 1994 — На перепутье / Intersection (реж. Марк Райделл)
- 1995 — Постовой на перекрёстке / The Crossing Guard (реж. Шон Пенн)
- 1995 — Наёмные убийцы / Assassins (реж. Ричард Доннер)
- 1996 — Призрак и Тьма / The Ghost and the Darkness (реж. Стивен Хопкинс)
- 1998 — Превратности любви / Playing by Heart (реж. Уиллард Кэрролл)
- 2000 — Свет составляет мне компанию / Ljuset håller mig sällsk (реж. Карл-Густав Нюквист, документальный фильм о Свене Нюквисте)
- 2001 — Bánk bán (реж. Чаба Каэль, премия на кинофестивале в Лодзи)
- 2001 — Жизнь как дом / Life as a House (реж. Ирвин Уинклер)
- 2004 — Девушка из Джерси / Jersey Girl (реж. Кевин Смит)
- 2004 — Мелинда и Мелинда / Melinda and Melinda (реж. Вуди Аллен)
- 2006 — Чёрная орхидея / The Black Dahlia (реж. Брайан де Пальма, номинация на Оскар за лучшую операторскую работу)
- 2007 — Мечта Кассандры / Cassandra’s Dream (реж. Вуди Аллен)
- 2010 — Ты встретишь таинственного незнакомца / You Will Meet a Tall Dark Stranger (реж. Вуди Аллен)

## Признание
Член Американского общества кинематографистов. Номинант и лауреат многочисленных национальных и международных премий.